# Château de Linkebeek
Ne doit pas être confondu avec Château d'Oultremont.
Le château de Linkebeek ou château d'Oultremont est un château situé à Linkebeek, en Belgique. 

## Histoire
Il s'agit à l'origine d'un domaine donné au gage aux fonctionnaires espagnoles.
Albert van de Winckele le rachète le domaine en 1650 et y construit le speelgoed, un manoir situé à la place de l'actuel étang. Ceci fonde la seigneurie de Linkebeek. 
Jules-Joseph d'Anethan rachète le speelgoed aux descendants des seigneurs de Linkebeek mais le détruit pour construire un nouveau château en 1860. C'est le château actuel.
Pierre  d’Oultremont finit par racheter le château, ce qui lui donne son deuxième nom. Le domaine est divisé en trois parcelles.